# Lascoria
Lascoria (лат.) — род чешуекрылых из подсемейства совок-пядениц.

## Описание
Губные щупики длинные, покрыты пучками волосистых чешуек.

## Биология
Гусеницы Lascoria orneodalis питаются листьями томата. Гусеницы североамериканского вида Lascoria ambigualis питаются амброзией, хризантемой и хреном. Паразитами гусениц этого вида являются тахина Periscepsia laevigata и наездник из семейства браконид Aleiodes smithi.

## Систематика
В составе рода 26 видов:
- Lascoria albipunctalis (Druce, 1891)
- Lascoria alucitalis (Guenée, 1854)
- Lascoria ambigualis (Walker, [1866])
- Lascoria antigone Schaus, 1916
- Lascoria anxa (Druce, 1891)
- Lascoria aon (Druce, 1891)
- Lascoria arenosa Schaus, 1916
- Lascoria barbaralis (Schaus, 1912)
- Lascoria cristata Schaus, 1916
- Lascoria curta Dognin, 1914
- Lascoria dulcena (Schaus, 1906)
- Lascoria fassliata Dognin, 1914
- Lascoria laurentia Schaus, 1916
- Lascoria leucorabdota (Kaye, 1901)
- Lascoria majoralis (Schaus, 1916)
- Lascoria manes (Druce, 1891)
- Lascoria marmorata (Kaye, 1922)
- Lascoria maronialis Schaus, 1916
- Lascoria naupalis Schaus, 1916
- Lascoria nigrirena (Herrich-Schäffer, 1870)
- Lascoria nivea Schaus, 1916
- Lascoria orneodalis (Guenée, 1854)
- Lascoria paulensis (Schaus, 1906)
- Lascoria phormisalis Walker, 1859
- Lascoria pterophoralis (Guenée, 1854)
- Lascoria purpurascens (Kaye, 1922)

## Распространение
Представители рода встречаются в Северной и Южной Америке.